# Sögel
Sögel là một đô thị thuộc huyện Emsland, trong bang Niedersachsen, Đức. Đô thị này có diện tích 55,2 km².

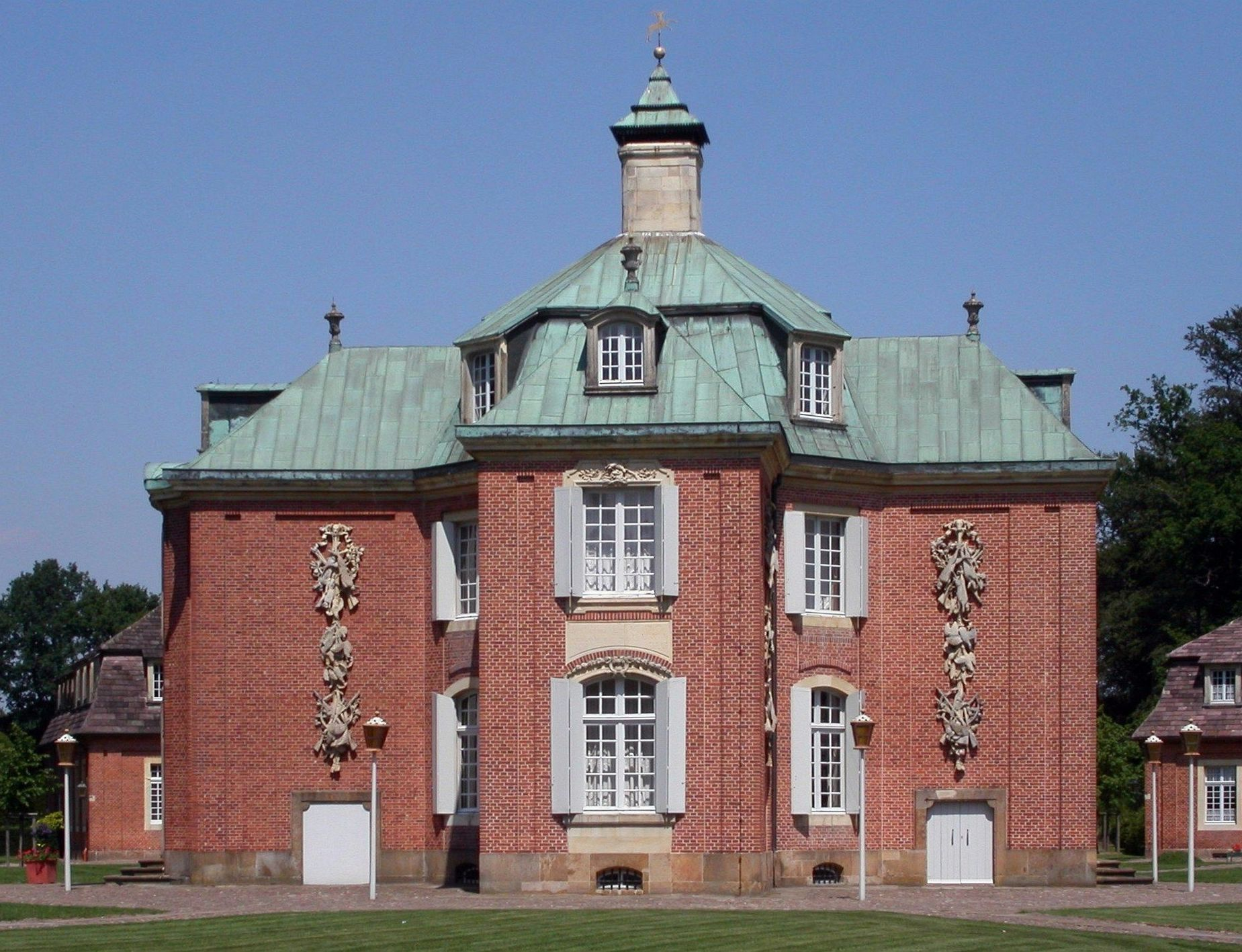
Cung điện Clemenswerth